# Pawłówek (powiat nowotomyski)
Pawłówek – osada w Polsce położona w województwie wielkopolskim, w powiecie nowotomyskim, w gminie Lwówek.
W okresie Wielkiego Księstwa Poznańskiego (1815-1848) miejscowość wzmiankowana jako Pawlowko należała do wsi mniejszych w ówczesnym powiecie bukowskim, który dzielił się na cztery okręgi (bukowski, grodziski, lutomyślski oraz lwowkowski). Pawlowko należało do okręgu lwowkowskiego i stanowiło część majątku Lwówek Zamek (niem. Neustadt), którego właścicielem był wówczas (1837) Antoni Łącki. W skład rozległego majątku Lwówek Zamek wchodziło łącznie 36 wsi. Według spisu urzędowego z 1837 roku Pawlowko liczyło 40 mieszkańców i 4 dymy (domostwa).
W latach 1975–1998 miejscowość administracyjnie należała do województwa poznańskiego. Od 2007 sołectwo.